# How Will I Know
How Will I Know ist ein Lied von Whitney Houston aus dem Jahr 1985, das von George Merrill, Shannon Rubicam und Narada Michael Walden geschrieben wurde. Es erschien im Februar 1985 auf ihrem selbstbetitelten Debütalbum und wurde daraus im November 1985 als fünfte reguläre Single ausgekoppelt.

## Geschichte
How Will I Know wurde als Single am 22. November 1985 veröffentlicht. Es wurde ein Nummer-eins-Hit in den Vereinigten Staaten und Kanada. Der Titel war 27 Wochen in den Charts. Neben dem Erfolg in den Billboard Hot 100, nach dem der Song Dionne & Friends That’s What Friends Are For von der Spitze verdrängte, erlangte er auch in den US-Unterkategorien R&B- und AC-Charts Platz eins.
Der Song handelt von einem Mädchen, das sich in einen Jungen verliebt hat und nicht weiß, ob dieser ihre Gefühle erwidert. 
Das Lied ist 4:28 Minuten lang und wurde als fünfte Single aus dem in den Sigma Sound Studios aufgenommenen Album Whitney Houston ausgekoppelt. Auf der B-Seite befindet sich das Stück Someone for Me.

## Musikvideo
Bei dem Musikvideo führte Brian Grant Regie. Im Video sind auch einige Verwandte von Whitney Houston und Aretha Franklin zu sehen. Im Clip läuft Houston zwischen grell gefärbten Wänden, dabei wird sie von schwarz gekleideten Tänzern begleitet, und singt den Song.
Das Video zum Song wurde bei den MTV Video Music Awards 1986 als Best Female Video ausgezeichnet.

## Kommerzieller Erfolg

### Chartplatzierungen
| ChartsChartplatzierungen       | Höchstplatzierung | Wochen/ Monate |
| ------------------------------ | ----------------- | -------------- |
| Deutschland (GfK)              | 26 (9 Wo.)        | 9 Wo.          |
| Österreich (Ö3)                | 28 (0,5 Mt.)      | 0,5 Mt.        |
| Schweiz (IFPI)                 | 11 (9 Wo.)        | 9 Wo.          |
| Vereinigte Staaten (Billboard) | 1 (24 Wo.)        | 24 Wo.         |
| Vereinigtes Königreich (OCC)   | 5 (13 Wo.)        | 13 Wo.         |

| ChartsJahrescharts (1986)      | Platzierung |
| ------------------------------ | ----------- |
| Vereinigte Staaten (Billboard) | 6           |

### Auszeichnungen für Musikverkäufe
| Land/Region                  | Auszeichnungen für Musikverkäufe (Land/Region, Auszeichnung, Verkäufe) | Verkäufe  |
| ---------------------------- | ---------------------------------------------------------------------- | --------- |
| Dänemark (IFPI)              | Platin                                                                 | 90.000    |
| Kanada (MC)                  | Platin                                                                 | 80.000    |
| Neuseeland (RMNZ)            | Platin                                                                 | 30.000    |
| Vereinigte Staaten (RIAA)    | 3× Platin                                                              | 3.000.000 |
| Vereinigtes Königreich (BPI) | Platin                                                                 | 600.000   |
| Insgesamt                    | 7× Platin ·                                                            | 3.800.000 |

Hauptartikel: Whitney Houston/Auszeichnungen für Musikverkäufe

## Coverversionen
- 1985: Dionne Warwick
- 1989: Munich Symphonic Sound Orchestra
- 1997: Phyllis Nelson
- 2001: Jive Bunny & the Mastermixers (Ultimate 80s Party)
- 2004: LMC vs. U2 (Take Me to The Clouds Above)
- 2011: Sarah Engels
- 2012: Micha Moor feat. Shena - Take Me To The Clouds Above
- 2014: Sam Smith
- 2015: W&W (The One)
- 2018: Joe Stone vs. Creon (Is It Really Love)
- 2021: Whitney Houston & Clean Bandit
- 2021: David Guetta feat. MistaJam & John Newman - If You Really Love Me

### Chartplatzierungen
Whitney Houston & Clean Bandit
| ChartsChartplatzierungen     | Höchstplatzierung | Wochen |
| ---------------------------- | ----------------- | ------ |
| Vereinigtes Königreich (OCC) | 92 (4 Wo.)        | 4      |

### Auszeichnungen für Musikverkäufe
Whitney Houston & Clean Bandit

| Land/Region                  | Auszeichnungen für Musikverkäufe (Land/Region, Auszeichnung, Verkäufe) | Verkäufe |
| ---------------------------- | ---------------------------------------------------------------------- | -------- |
| Kanada (MC)                  | Gold                                                                   | 40.000   |
| Neuseeland (RMNZ)            | Gold                                                                   | 15.000   |
| Vereinigtes Königreich (BPI) | Silber                                                                 | 200.000  |
| Insgesamt                    | 1× Silber · 2× Gold ·                                                  | 255.000  |

Hauptartikel: Whitney Houston/Auszeichnungen für Musikverkäufe